# Hermandad de los Panaderos (Sevilla)

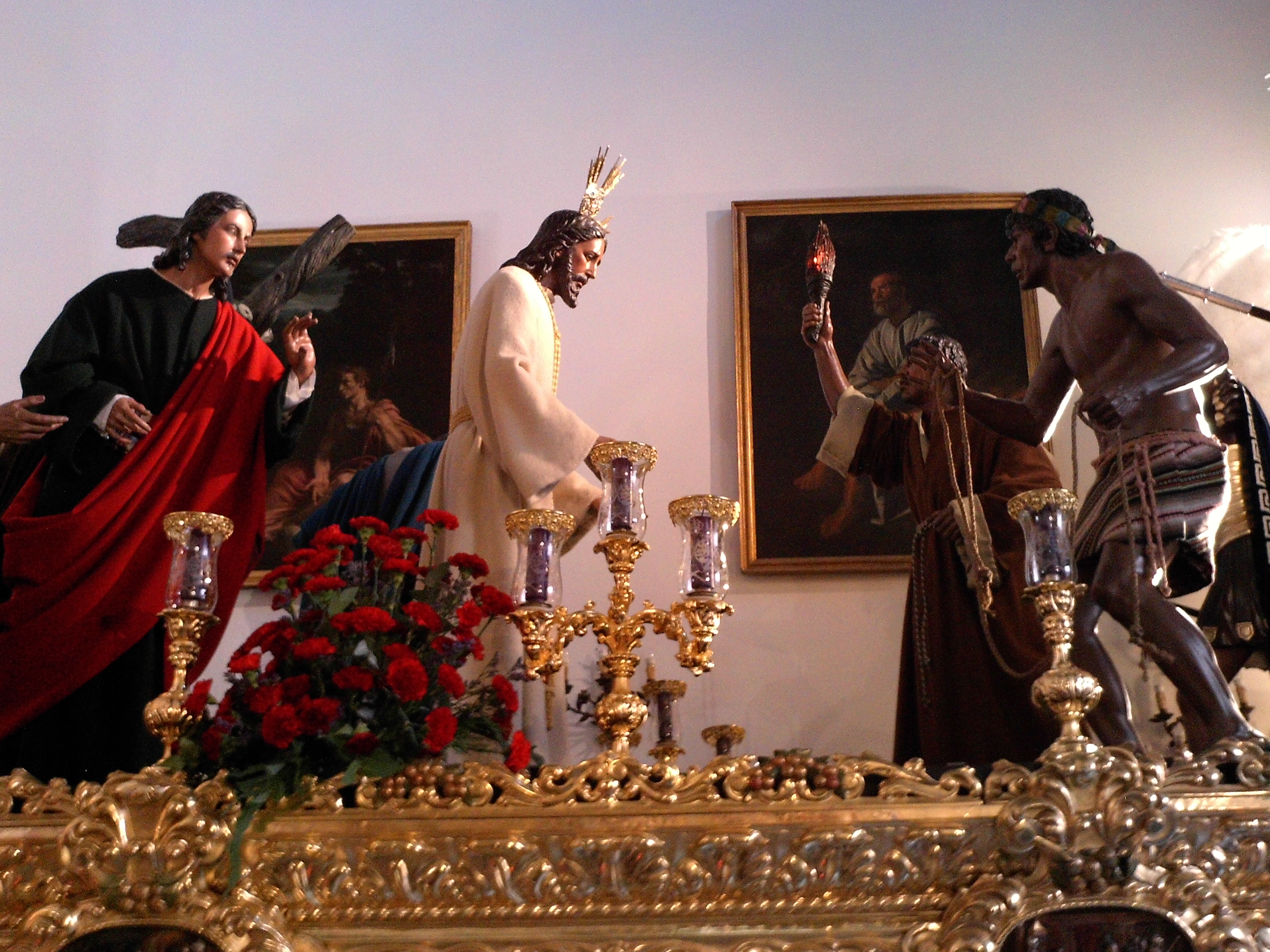
Nuestro Padre Jesús del Soberano Poder en su Prendimiento

La Hermandad de los Panaderos es una cofradía de Sevilla, Andalucía, España. Procesiona en Semana Santa el Miércoles Santo. El nombre oficial de la corporación es Pontificia, Real, Ilustre y Fervorosa Hermandad y Archicofradía de Nazarenos de Nuestro Padre Jesús del Soberano Poder en su Prendimiento, María Santísima de Regla Coronada y San Andrés Apóstol. Tiene su sede en la capilla de San Andrés, en el centro urbano de Sevilla .

## Prendimiento de Jesús
La imagen de Jesús del Soberano Poder en su Prendimiento es una talla de Antonio Castillo Lastrucci del año 1945, al igual que las restantes ocho figuras que componen el misterio siguiendo el relato de San Juan Evangelista. La mencionada talla del Cristo vino a sustituir a una anterior de la primera mitad del siglo XVII que, desde 1973, se encuentra "en depósito" en la iglesia parroquial de Nuestra Señora de la Juncal, bajo la advocación de Jesús Cautivo en su Soledad.

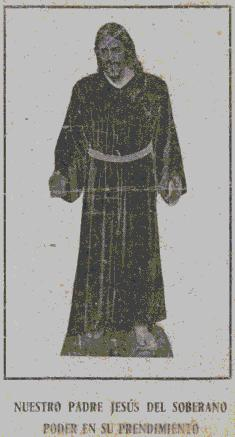
Primera fotografía de la talla, realizada en 1945.

El paso de misterio representa el momento en que Jesús es prendido en el Monte de los Olivos. Está acompañado de San Juan, San Pedro y Santiago. Completa la escena Judas, dos sayones (uno con una tea y otro con una soga) y dos soldados romanos.
Este paso es el único en Sevilla cuyo diseño y ejecución fue completamente realizado por el taller de Antonio Castillo Lastrucci, no sólo aquello que a la imaginería se refiere, sino también la canasta del paso, los respiraderos, los candelabros de guardabrisa y el llamador. Este llamador representa a un monaguillo haciendo un blandón sobre su hombro.
El paso del Señor es de estilo neobarroco, iluminado por candelabros de guardabrisas. Lleva relieves y cartelas y fue realizado en 1945. El Señor tiene potencias doradas.

## Virgen de Regla

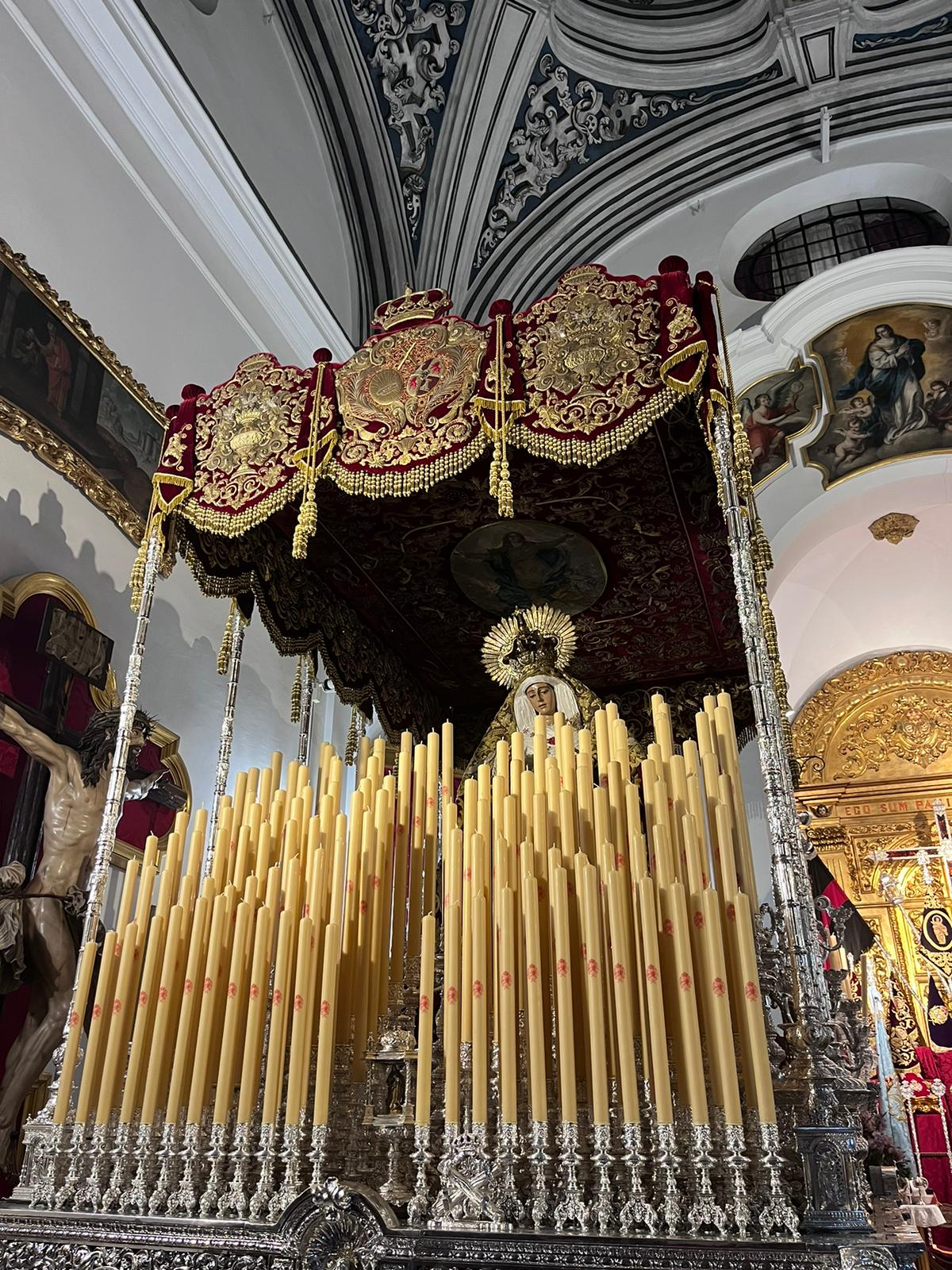
Virgen de Regla

La imagen de la Virgen de Regla había sido atribuida a Luisa Roldan (apodada La Roldana), aunque no existía documentación alguna que lo certificase. 
En la Cuaresma del año 2013 se publicó en el Boletín Extraordinario de Cuaresma del Consejo de Hermandades y Cofradías de Sevilla, que la Virgen podría ser obra de Gumersindo Jiménez Astorga, del siglo XIX, a tenor de un documento que figura en Palacio Arzobispal de la Archidiosesis de Sevilla, descubierto por el historiador Francisco Amores. El documento era un inventario de cuando la Hermandad del Prendimiento se fusionó con la Hermandad de San Andrés (de los alarifes). Dicho documento está firmado por Juan Manuel Rodríguez Ojeda, por entonces teniente hermano mayor de la Hermandad de los Panaderos, e indica que el autor de la Virgen "es el insigne escultor Gumersindo Jiménez Astorga", contemporáneo suyo. De todas maneras no es un documento que confirme a ciencia cierta la hechura de la talla por dicho imaginero. Hay que tener en cuenta la profunda restauración que la Virgen de Regla sufre en 1877 con motivo de los desperfectos sufridos por la imagen debido a unas inundaciones habidas en la capilla y que era habitual en esa época que en algunos casos un escultor restaurara una imagen de tal forma que le cambiaba su impronta haciéndola parecer otra completamente. Otros autores insisten en la autoría de la imagen por parte de Juan de Astorga y que, en todo caso, Gumersindo Jiménez Astorga (hijastro de Juan de Astorga) se limitó a restaurar los daños de la imagen. En el año 1949, Sebastián Santos vuelve a policromar el rostro de la imagen, modificando los valores primitivos de la misma. En 2006 la imagen fue nuevamente intervenida por el restaurador Enrique Gutiérrez Carrasquilla, realizándole una limpieza del rostro, reparación de daños internos y colocación de nuevas articulaciones y candelero.
El paso de palio tiene respiraderos plateados con las efigies representando a las Vírgenes Dolorosas del día, a excepción de las últimas incorporaciones de las Hermandades de La Sed y del Carmen doloroso, jarras y candelería plateada, como dato curioso, indicar que los candelabros de cola (los más altos de la Semana Santa sevillana) al igual que los varales, pertenecieron en su día a la Hermandad del Cachorro, igualmente su llamador representa la Cruz de San Andrés. La restante orfebrería es de plata de ley. La Virgen luce corona de oro del taller Hermanos Delgado López. El palio fue bordado en oro sobre terciopelo granate por Victoria Caro en 1929 y el manto por Sobrinos de Esperanza Elena Caro. La saya de salida es de Juan Manuel Rodríguez Ojeda de 1898. En la Coronación Canónica del 26 de septiembre de 2010, que tuvo lugar en la Catedral, estrenó otro manto y otra saya de salida de Mariano Martín Santoja.
La corona de plata sobre dorada de María Santísima de Regla es la segunda más antigua de la Semana Santa sevillana, y fue realizada en 1841 por Palomino. 
La Virgen de Regla ha procesionado en el año 2009 con el antiguo Palio de la Virgen de la Estrella, bordado por Juan Manuel Rodríguez Ojeda. Con ese mismo palio se ha coronado a la Virgen de la Esperanza Macarena y a la Virgen de la Estrella.
Las dos tandas inferiores de la candeleria del palio están colocadas en forma de cruz de San Andrés.
El paso de palio y la imagen de la Virgen de Regla fueron la última estación del vía crucis celebrado en la Jornada Mundial de la Juventud 2011 en Madrid, siendo la única imagen hispalense en participar

## Cristo del Perdón
Obra del imaginero Manuel Martín Nieto, donado por un hermano que fue bendecido en la Iglesia de San Martín de Tours. Fue trasladado a su actual sede con el rezo del Viacrucis. Representa a un Cristo vivo clavado en la cruz en los últimos momentos de vida.

## Patrimonio musical
La hermandad lleva como acompañamiento musical a la Banda de las Cigarreras en el paso Cristo y a la Banda de Santa Ana de Dos Hermanas en el paso palio.

### Marchas dedicadas
- 1. Nuestra Señora de Regla (Manuel Borrego Hernández, 1943)
- 2. Virgen de Regla (Rafael Ruiz Amé, 1975)
- 3. María Santísima de Regla (José Albero Francés, 1988)
- 4. Madre de Regla (Rafael Vázquez Mateo, 2001)
- 5. Regla de San Andrés (Ángel Alcaide Barroso Vázquez, 2001)
- 6. Salve, Reina de los Panaderos (Luis Miguel Villalba Ángel, 2003)
- 7. Santa María de Regla (José Ramón Lozano Garrido, 2003)
- 8. La Virgen de Regla (José Miguel López Rueda, 2008)
- 9. Virgen de Regla (Jacinto Manuel Rojas Guisado, 2010)
- 10. Virgen de Regla Coronada (José Ramón Lozano Garrido, 2010)
- 11. Treinta Monedas (Manuel Esteban)
- 12. El Prendimiento (Bienvenido Puelles)
- 13. Jesús en su Prendimiento (Pedro Manuel Pacheco)
- 14. Soberano en Getsemani (David Álvarez)
- 15. Traición (Manuel Esteban)
- 16. Virgen de Regla Coronada (Francisco Nogales Medina, 2010)
- 17. María, Reina y Madre (Pedro Manuel Pacheco, 2011)
- 18. Prendido (Francisco Javier Torres Simón, 2015)
- 19. Madre de Regla Coronada (José Núñez Mayoral, 2020)
- 20. Jesús, Salvador y Soberano (José María Sánchez Martín, 2020)
- 21. Gath Shemânîm (Cristóbal López Gándara, 2023)

## Túnicas
Negras y antifaz negro con capa, cíngulo y botonadura moradas en el Señor. En la Virgen, la capa y botonadura es granate y el cíngulo granate y oro. Lleva el escudo de santiago en el antifaz. Los nazarenos que llevan insignias, así como los penitentes que portan una cruz, llevan guantes negros. 

## Paso por carrera oficial
| Predecesor: El Baratillo | Orden de entrada en la carrera oficial (Miércoles Santo) 7.º lugar | Sucesor: Las Siete Palabras |